# 神奈川県道714号栢山停車場曽我線
神奈川県道714号栢山停車場曽我線（かながわけんどう714ごう かやまていしゃじょうそがせん）は、神奈川県小田原市を起点・終点とする一般県道。小田急小田原線栢山駅から酒匂川を渡り、JR御殿場線と並行する神奈川県道72号松田国府津線と合流するルートである。

## 概要
- 総延長：2.7km
- 起点：小田原市栢山 信号交差点（神奈川県道720号怒田開成小田原線接続）
- 終点：小田原市曽我大沢 大沢公民館前交差点（神奈川県道72号松田国府津線接続）
- Google マップ

## 通過する自治体
- 神奈川県
  - 小田原市 - 足柄上郡大井町 - 小田原市

## 経路および交差・接続する道路・河川・鉄道路線
- 神奈川県小田原市
  - 信号交差点（栢山）（神奈川県道720号怒田開成小田原線）
  - 城北工業高校入口交差点（旧県道714号）
  - 報徳橋（酒匂川）
- 神奈川県足柄上郡大井町
  - 鬼柳入口交差点（神奈川県道711号小田原松田線）
  - 栢山入口交差点（国道255号）
  - 信号無交差点（上大井・栢山入口バス停付近）（神奈川県道711号小田原松田線）
  - 信号無交差点（上大井・上大井バス停付近）（大井町道（旧神奈川県道711号小田原松田線））
  - 橋梁（名称不明）（酒匂堰）
  - 橋梁（名称不明）（菊川）
- 神奈川県小田原市
  - 大沢踏切（JR御殿場線）
  - 大沢公民館前交差点（神奈川県道72号松田国府津線）

## 重複区間
- 鬼柳入口交差点 - 信号無交差点（上大井 栢山入口バス停付近）（神奈川県道711号小田原松田線）

## 周辺の主な施設
- 小田急小田原線 栢山駅
- 神奈川県立小田原城北工業高等学校
- JR御殿場線 上大井駅

## 注意すべき区間
栢山入口交差点（国道255号と接続）を過ぎたあたりから、狭隘になり暫く離合困難になるため、注意が必要。また、番号案内も途絶えるため、地図が無いと経路をたどるのは難しい。

## 以前指定されていた区間
以前は城北工業高校入口交差点を直進していたが、狭隘かつ商店街を通るため、城北工業高校入口交差点で折れて、県道720号に接続するルートに変更されている。

### 経路および交差・接続する道路・河川・鉄道路線
- Google マップ
- 神奈川県小田原市
  - 栢山駅前（神奈川県道720号怒田開成小田原線）
  - 城北工業高校入口交差点（県道714号現道）